# Tamara Costache
Tamara Virgi Costache (Ploiești, 23 luglio 1970) è un'ex nuotatrice rumena.

## Carriera
È stata la prima nuotatrice a vincere il titolo mondiale nei 50m stile libero nel 1986 a Madrid e la prima, l'anno seguente, a farlo anche nei campionati europei.

## Palmarès
- Mondiali

Madrid 1986: oro nei 50m stile libero.
- Europei

Strasburgo 1987: oro nei 50m stile libero e bronzo nei 100m stile libero.